# PlusLiga

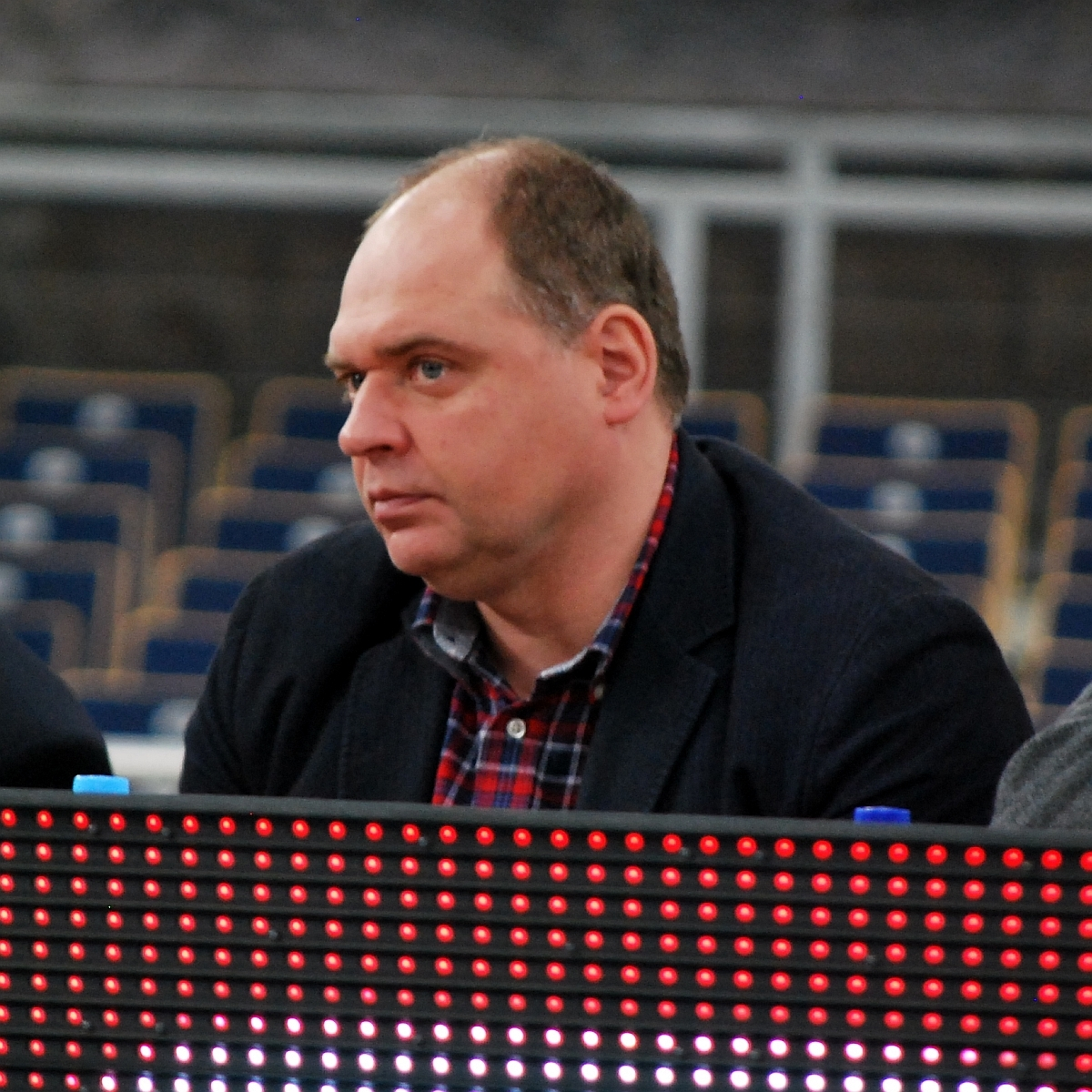
Artur Popko obecny prezes Polskiej Ligi Siatkówki

PlusLiga, do 2008 Polska Liga Siatkówki – najwyższa w hierarchii klasa męskich ligowych rozgrywek siatkarskich w Polsce, będąca jednocześnie najwyższym szczeblem centralnym (I poziomem ligowym). Zmagania w jej ramach toczą się cyklicznie (co sezon), systemem kołowym z fazą play-off na zakończenie każdego z sezonów i przeznaczone są dla najlepszych polskich klubów piłki siatkowej, a triumfator zostaje Mistrzem Polski. Czołowe zespoły klasyfikacji końcowej każdego sezonu uzyskują prawo występów w europejskich pucharach w sezonie następnym (Lidze Mistrzów, Pucharze CEV, Pucharze Challenge). Organizatorem i organem prowadzącym rozgrywki jest Polska Liga Siatkówki SA (PLS SA).

## Historia

### Utworzenie ligi zawodowej
30 czerwca 2000 roku podczas posiedzenia Polskiego Związku Piłki Siatkowej w Poznaniu założono Profesjonalną Ligę Piłki Siatkowej SA (PLPS SA). Tego dnia, przed meczem Polska – Hiszpania w Lidze Światowej, uroczyście podpisano jej akt notarialny. Podmiot ten odpowiedzialny był za zorganizowanie i docelowe prowadzenie rozgrywek męskiej ligi zawodowej, której nadano nazwę Polska Liga Siatkówki. Udziałowcami zostało dziesięć klubów nowo powstałej Polskiej Ligi Siatkówki oraz Polski Związek Piłki Siatkowej. Na pierwszego prezesa PLPS wybrano Artura Popko. 27 lipca 2000 roku spółka została wpisana do rejestru handlowego. Kapitał wyjściowy wynosił 1 milion 100 tysięcy złotych. Każdy z udziałowców spółki wpłacił po sto tysięcy złotych.
22 sierpnia 2000 roku w Warszawie ówczesny prezes Urzędu Kultury Fizycznej i Sportu – Mieczysław Nowicki – podpisał koncesję na prowadzenie rozgrywek zawodowych. Siatkówka jako czwarta dyscyplina w Polsce – po boksie, koszykówce i piłce nożnej – otrzymała prawo organizowania zawodowych rozgrywek ligowych. Zarząd spółki podpisał 25 września 2000 roku umowę z klubami uczestniczącymi w rozgrywkach ligi zawodowej, w której uregulowane zostały zasady funkcjonowania ligi oraz przekazanie praw telewizyjnych i reklamowych do rozgrywek profesjonalnych. Załącznikiem do umowy jest „Regulamin Profesjonalnego Współzawodnictwa w Piłce Siatkowej Mężczyzn”, według którego prowadzone są rozgrywki.

### Lata 2000-2004 – trzy mistrzostwa Polski Mostostalu-Azoty Kędzierzyn-Koźle
W pierwszym sezonie w PLS uczestniczyły: Galaxia Jurajska AZS Bank Częstochowa, Indykpol AZS Olsztyn, Jastrzębie Borynia, Kazimierz Płomień Sosnowiec, KS Citroën Nysa, Morze Szczecin, Mostostal-Azoty Kędzierzyn-Koźle, Stilon Gorzów, Stolarka Wołomin oraz Warka Strong Czarni Radom. Inauguracyjny mecz premierowej edycji PLS pomiędzy beniaminkiem Stolarką Wołomin i ówczesnym mistrzem Mostostalem-Azoty Kędzierzyn-Koźle rozegrany został 29 września 2000 roku w Radzyminie. Transmisję przeprowadziła TVP Regionalna (z logiem TVP3). Mistrzem Polski został Mostostal-Azoty Kędzierzyn-Koźle, pokonując w finale fazy play-off Galaxię Jurajską AZS Bank Częstochowa, natomiast do I ligi serii B spadły Kazimierz Płomień Sosnowiec oraz po barażach Stilon Gorzów.
W październiku 2001 roku na mocy trzyletniej umowy sponsorem Polskiej Ligi Siatkówki została Grupa PZU.
W sezonie 2001/2002 zmieniony został system punktacji w fazie zasadniczej. Dotychczas za zwycięstwo drużyna zdobywała 2 punkty, natomiast za porażkę – 1 punkt, natomiast od sezonu 2001/2002 za zwycięstwo 3:0 lub 3:1 drużyna otrzymuje 3 punkty, za zwycięstwo 3:2 – 2 punkty, za porażkę 2:3 – 1 punkt, natomiast za porażkę 1:3 lub 0:3 – 0 punktów. Do PLS dołączyła Skra Bełchatów. Mistrzem Polski został Mostostal-Azoty Kędzierzyn-Koźle, pokonując ponownie w finale fazy play-off zespół z Częstochowy. Z PLS spadł mający problemy finansowe klub Nordea Czarni Radom.
Po zakończeniu sezonu 2001/2002 ze względu na złą sytuację finansową Stolarka Wołomin dokonała fuzji z KP Polską Energią Sosnowiec. Stolarka Wołomin zgłoszona została do I ligi serii B, natomiast jej miejsce w PLS zajął klub z Sosnowca.
3 lipca 2002 roku PLPS SA oraz Plus GSM zawarły umowę sponsorską, na mocy której Plus GSM został "Partnerem Polskiej Ligi Siatkówki". Pod koniec listopada 2002 roku prawa do transmisji przejęła Telewizja Polsat.
W sezonie 2002/2003 do PLS powrócił klub GTPS Gorzów Wielkopolski, jednak zajął ostatnie miejsce i ponownie opuścił najwyższą klasę rozgrywkową. Po raz trzeci z rzędu w finale fazy play-off spotkały się zespoły z Kędzierzyna-Koźla i Częstochowy. Po pięciomeczowej rywalizacji piąty tytuł w historii klubu zdobył Mostostal-Azoty Kędzierzyn-Koźle.
W sierpniu 2003 roku ze względu na niezdolność do pokrywania zobowiązań finansowych z rozgrywek wykluczone zostało Morze Szczecin. Jego miejsce zajął klub BBTS Siatkarz Original Bielsko-Biała, który zwyciężył w turnieju barażowym. W PLS w sezonie 2003/2004 zadebiutował także zwycięzca I ligi serii B – AZS Politechnika Warszawska. Tytuł mistrza Polski po raz pierwszy w historii zdobył Ivett Jastrzębie Borynia, który w finale fazy play-off pokonał PZU AZS Olsztyn. PLS opuściły dwa kluby: Gwardia Wrocław oraz po barażach BBTS Siatkarz Original Bielsko-Biała.

### Lata 2004-2011 – era dominacji Skry Bełchatów
W październiku 2004 roku Plus GSM i PLPS podjęły decyzję o kontynuowaniu współpracy sponsorskiej w szerszym wymiarze, rozszerzając ją o wsparcie technologiczne. W sezonie 2004/2005 do PLS dołączyły dwa kluby: powracająca do najwyższej klasy rozgrywkowej po 23 latach Resovia oraz Górnik Radlin. Pierwszy tytuł mistrzowski zdobyła Skra Bełchatów. Po raz drugi z rzędu wicemistrzem został PZU AZS Olsztyn. Po jednym sezonie PLS opuścił Górnik Radlin. W najwyższej klasie rozgrywkowej nie utrzymał się także zmagający się z problemami finansowymi klub AZS PWSZ Nysa, który przegrał rywalizację w barażach z Gwardią Wrocław. Oprócz Gwardii Wrocław do PLS dołączył także mistrz I ligi serii B – Joker Piła.
W sezonie 2005/2006 o mistrzostwo Polski w finale fazy play-off walczyły BOT Skra Bełchatów oraz Jastrzębski Węgiel. Drugi tytuł z rzędu zdobył zespół z Bełchatowa, wygrywając finałową rywalizację do trzech zwycięstw 3:1. Do I ligi spadły dwa kluby: PKE Polska Energia Sosnowiec, która zajęła ostatnie miejsce w lidze oraz Joker Piła po przegranych barażach. Ich miejsce zajęły Jadar Radom jako mistrz I ligi oraz Delecta Bydgoszcz jako zwycięzca baraży.
W kontekście sezonu 2006/2007 powstał spór o to, kiedy powinny rozpocząć się rozgrywki ligowe. Powodem sporu był termin rozgrywania mistrzostw świata, które zaplanowane zostały w dniach 17 listopada-3 grudnia. Trener reprezentacji Polski Raúl Lozano wystąpił z propozycją, aby liga wystartowała po zakończeniu mistrzostw świata, uzyskując w ten sposób więcej czasu na przygotowania kadry do mistrzostw. W lutym 2006 roku Zarząd PZPS zdecydował, że rozgrywki Polskiej Ligi Siatkówki rozpoczną się we wrześniu ze względu na fakt, że w tym terminie wystartują europejskie puchary. Ostatecznie jednak po kolejnych naciskach ze strony trenera Lozano podjęto decyzję o przełożeniu startu ligi na grudzień. Decyzję tę zaakceptowały wszystkie kluby występujące w PLS.
Rozgrywki PLS w sezonie 2006/2007 wystartowały 15 grudnia. Fazę zasadniczą wygrała Skra Bełchatów z jedną porażką. W fazie play-off powtórzył się finał z poprzedniego sezonu, tj. BOT Skra Bełchatów – Jastrzębski Węgiel. W rywalizacji do trzech wygranych meczów rozegrano pięć spotkań. Trzeci z rzędu mistrzowski tytuł zdobyła drużyna z Bełchatowa, wygrywając w decydującym piątym spotkaniu 3:0. PLS opuściła EnergiaPro Gwardia Wrocław, przegrywając pojedynek o 9. miejsce z Delectą Bydgoszcz.
W sezonie 2007/2008 po rocznej przerwie do PLS powrócił Płomień Sosnowiec. W fazie zasadniczej pierwsze miejsce zajęła PGE Skra Bełchatów, odnosząc 16 zwycięstw i 2 porażki. Zespół ten okazał się najlepszy również w fazie play-off, wygrywając w finale wszystkie trzy mecze z Wkręt-metem Domex AZS Częstochowa. Zdobył w ten sposób czwarte z rzędu mistrzostwo Polski. W sierpniu 2008 roku Płomień Sosnowiec ze względu na brak pozyskania sponsora wycofał się z najwyższej klasy rozgrywkowej. PZPS zdecydował, że miejsce klubu z Sosnowca zajmie Delecta Bydgoszcz, która w sezonie 2007/2008 zajęła w PLS ostatnie miejsce.
15 kwietnia 2008 roku PLPS SA oraz Polkomtel SA podpisały pięcioletnią umowę sponsorską, na mocy której od sezonu 2008/2009 sieć telefonii komórkowej Plus stała się sponsorem tytularnym PLS, w związku z czym rozgrywki przyjęły nazwę PlusLiga.
Sezon 2008/2009 ponownie zdominowała PGE Skra Bełchatów, wygrywając fazę zasadniczą z 15 zwycięstwami i 3 porażkami oraz przechodząc fazę play-off bez porażki. W ten sposób wywalczyła piąte z rzędu mistrzostwo Polski. Pierwszy medal w historii profesjonalnej ligi zdobyła Asseco Resovia Rzeszów, która została wicemistrzem kraju. Z PlusLigi spadł beniaminek Trefl Gdańsk. W rywalizacji o utrzymanie uległ Jadarowi Radom. 17 stycznia 2009 roku w Arenie Ursynów zorganizowany został pierwszy Mecz Gwiazd PlusLigi, w którym zmierzyły się drużyna zawodników polskich z drużyną zawodników zagranicznych. Lepsi okazali się ci drudzy, wygrywając 3:0.
W dziesiątym sezonie profesjonalnej ligi siatkówki w Polsce zadebiutował Pamapol Siatkarz Wieluń. Szóste z rzędu mistrzostwo Polski zdobyła PGE Skra Bełchatów, która w finale fazy play-off pokonała Jastrzębski Węgiel. Ostatnie miejsce zajął klub Neckermann AZS Politechnika Warszawska, jednak po zakończeniu sezonu odkupił miejsce w najwyższej klasie rozgrywkowej od Jadaru Radom. Klub z Radomia natomiast został zgłoszony do I ligi. 13 lutego 2010 roku w hali Torwar odbył się drugi Mecz Gwiazd PlusLigi. Tym razem grały ze sobą drużyna północy i drużyna południa. W spotkaniu zwyciężył zespół z północy.
W marcu 2010 roku PLPS postanowił, że od sezonu 2010/2011 każdy klub PlusLigi będzie miał obowiązek utrzymywania drużyny młodzieżowej, która rywalizować będzie w nowo utworzonych rozgrywkach pod nazwą Młoda Liga.
Przed sezonem 2010/2011 po raz pierwszy znacząco zmieniono system rozgrywek. Po fazie zasadniczej odbywała się druga faza, w której drużyny podzielone zostały na dwie grupy. W pierwszej grupie znalazło się sześć najlepszych zespołów po fazie zasadniczej, w drugiej natomiast drużyny z miejsc 7-10. Drużyny, które zajęły miejsca 1-4 w pierwszej grupie, rywalizowały w półfinałach i meczach o medale. Zespoły z miejsc 5-6 w pierwszej grupie rozgrywały między sobą mecze o 5. miejsce. Drużyny z drugiej grupy walczyły o utrzymanie w fazie play-out. Mistrzem Polski siódmy raz z rzędu została PGE Skra Bełchatów, wicemistrzem natomiast ZAKSA Kędzierzyn-Koźle. W walce o utrzymanie beniaminek Fart Kielce pokonał Pamapol Wielton Wieluń. W meczach finałowych testowany był system wideoweryfikacji, który został wprowadzony na stałe od sezonu 2011/2012.

### Lata 2011-2016 – okres tzw. "ligi zamkniętej"
1 września 2011 roku zarząd PZPS stosunkiem głosów 12:6 zdecydował o tzw. zamknięciu PlusLigi. Zgodnie z tą decyzją żadna drużyna grająca w PlusLidze nie spadała automatycznie do I ligi po zakończeniu sezonu, natomiast o uczestnictwo w najwyższej klasie rozgrywkowej w każdym sezonie starać się mogły cztery najlepsze drużyny I ligi, o ile spełniły określone w regulaminie wymagania.
Przed sezonem 2011/2012 postanowiono powrócić do starego systemu rozgrywek, zgodnie z którym po fazie zasadniczej odbywała się faza play-off z udziałem ośmiu najlepszych zespołów. Do PlusLigi po dwóch sezonach przerwy powrócił Lotos Trefl Gdańsk. W fazie zasadniczej ponownie najlepsza okazała się PGE Skra Bełchatów, wygrywając 16 z 18 spotkań. W finale fazy play-off jednak drużynę z Bełchatowa pokonała Asseco Resovia Rzeszów, zdobywając piąte mistrzostwo Polski w historii klubu, a pierwsze od sezonu 1974/1975.
2 lipca 2012 roku prezes Farta Kielce – Mirosław Szczukiewicz – poinformował, iż ze względu na fakt, że nie udało się zbudować wystarczającej grupy sponsorów ani znaleźć drugiego sponsora strategicznego obok firmy PRI Fart Sp. z o.o., klub zostaje wycofany z rozgrywek PlusLigi. Na mocy porozumienia o przejęciu drużyny miejsce Farta Kielce zajął nowy klub – Effector Kielce.
W sezonie 2012/2013 w fazie zasadniczej pierwsze miejsce zajęła Delecta Bydgoszcz. Ostatecznie jednak klub z Bydgoszczy ukończył rozgrywki na 4. miejscu, przegrywając w półfinale fazy play-off z Asseco Resovią, natomiast w rywalizacji o 3. miejsce z Jastrzębskim Węglem. W finale fazy play-off spotkały się trzecia i czwarta drużyna fazy zasadniczej, tj. ZAKSA Kędzierzyn-Koźle oraz Asseco Resovia. Drugi tytuł mistrza Polski z rzędu zdobyła Asseco Resovia, która w drodze do tytułu rozegrała 14 z możliwych 15 meczów w fazie play-off.
W czerwcu 2013 roku Rada Nadzorcza PLPS SA podjęła decyzję o zwiększeniu liczby drużyn rywalizujących w najwyższej klasie rozgrywkowej do dwunastu. Zasadnicze kryteria przystąpienia do profesjonalnej ligi spełniły dwa najlepsze kluby I ligi: Czarni Radom i BBTS Bielsko-Biała. W sezonie 2013/2014 mistrzem Polski po raz ósmy została PGE Skra Bełchatów, która w fazie zasadniczej zajęła drugie miejsce, w fazie play-off natomiast wygrała wszystkie spotkania, w finale pokonując Asseco Resovię.
W maju 2014 roku Rada Nadzorcza PLPS SA zdecydowała o rozszerzeniu PlusLigi do 14 drużyn, dopuszczając do rozgrywek Cuprum Lubin oraz MKS Banimex Będzin – odpowiednio trzeci i czwarty klub I ligi w sezonie 2013/2014. W związku ze zwiększeniem liczby uczestniczących drużyn zmodyfikowano system rozgrywek. Skrócona została faza play-off. W ćwierćfinałach rywalizacja toczyła się do dwóch zwycięstw, natomiast walka o miejsca 5-14 odbywała się w postaci dwumeczu z możliwością rozgrywania decydującego złotego seta. Mistrzem Polski w sezonie 2014/2015 została Asseco Resovia. Drużyna z Rzeszowa zajęła pierwsze miejsce w fazie zasadniczej i przeszła bez porażki fazę play-off, pokonując kolejno w ćwierćfinale Cerrad Czarnych Radom, w półfinale Jastrzębski Węgiel, a w finale Lotos Trefl Gdańsk. Lotos Trefl Gdańsk zdobył pierwszy medal mistrzostw Polski w historii klubu. Na trzecim miejscu rozgrywki skończyła PGE Skra Bełchatów.
Przed sezonem 2015/2016 ponownie zmieniono system rozgrywek. Ze względu na przygotowania reprezentacji Polski do igrzysk olimpijskich skrócono sezon, grając po fazie zasadniczej mecze o konkretne miejsca. Finały i rywalizacja o 3. miejsce toczyły się do trzech wygranych spotkań, walka o pozostałe pozycje – do dwóch wygranych. Fazę zasadniczą z bilansem spotkań 23:3 wygrała ZAKSA Kędzierzyn-Koźle. Walka o drugie miejsce w finale pomiędzy Asseco Resovią a PGE Skrą Bełchatów trwała do ostatniej kolejki. Ostatecznie po przegraniu przez drużynę z Bełchatowa jednego seta z BBTS Bielsko-Biała awans do finału uzyskała Asseco Resovia, mając tyle samo punktów, ale lepszy bilans setów. W finale ZAKSA Kędzierzyn-Koźle trzykrotnie bez straty seta pokonała zespół z Rzeszowa, zdobywając szóste mistrzostwo Polski, a czwarte od momentu powstania profesjonalnej ligi. Drugi sezon z rzędu brązowe medale wywalczyła PGE Skra Bełchatów.

### Okres od sezonu 2016/2017 – ponowne otwarcie ligi
W czerwcu 2016 roku ustalono zasady reformy PlusLigi. Po pierwsze, Rada Nadzorcza PLPS SA zdecydowała o czasowym rozszerzeniu PlusLigi do 16 drużyn. Po przeprowadzeniu audytu do najwyższej klasy rozgrywkowej dopuszczono zwycięzcę I ligi w sezonie 2015/2016 – GKS Katowice oraz trzecią drużynę tych rozgrywek – Espadon Szczecin. Jednocześnie postanowiono o ponownym otwarciu ligi, tj. przywróceniu systemu awansów i spadków. Zgodnie z podjętymi decyzjami w sezonie 2016/2017 ostatnia drużyna PlusLigi miała rozegrać baraż o miejsce w tych rozgrywkach z najlepszą drużyną I ligi, spełniającą wymogi regulaminowe, natomiast w sezonie 2017/2018 PlusLigę miały opuścić dwa najgorsze zespoły, a pomiędzy mistrzem I ligi i drużyną, która zajęła 14. miejsce w PlusLidze, miał zostać rozegrany baraż o utrzymanie, tym samym powracając od sezonu 2018/2019 do czternastu drużyn w najwyższej klasie rozgrywkowej.
Po drugie, zmianie uległy zasady ustalania kolejności w tabeli fazy zasadniczej. Od tego momentu po liczbie zdobytych punktów meczowych brana jest pod uwagę liczba wygranych meczów, a nie – tak jak w poprzednich sezonach – wyższy stosunek setów.
Po trzecie, zreformowano system rozgrywek. W sezonie 2016/2017 po fazie zasadniczej cztery najlepsze drużyny rywalizowały w półfinałach oraz spotkaniach o medale, pozostałe drużyny natomiast grały w meczach klasyfikacyjnych kolejno o miejsca 5, 7, 9, 13 i 15. Rywalizacja we wszystkich parach toczyła się na zasadzie dwumeczów z możliwością rozgrywania decydującego złotego seta. Drugi raz z rzędu, a po raz siódmy w historii klubu mistrzem Polski została ZAKSA Kędzierzyn-Koźle, pokonując w finale PGE Skrę Bełchatów. W barażu o PlusLigę zmierzyły się AZS Częstochowa i Aluron Virtu Warta Zawiercie. W rywalizacji do trzech zwycięstw lepszy okazał się klub Aluron Virtu Warta Zawiercie, uzyskując tym samym awans do najwyższej klasy rozgrywkowej.
Przed sezonem 2017/2018 ponownie zmieniono system rozgrywek. O medale grało sześć najlepszych drużyn fazy zasadniczej. Dwie najlepsze drużyny fazy zasadniczej uzyskiwały automatyczny awans do półfinałów fazy play-off. Drużyny z miejsc 3-6 rywalizowały w ćwierćfinałach. Pomiędzy pozostałymi drużynami odbywały się mecze o miejsca 5, 7, 9, 11 oraz 13. Rywalizacja we wszystkich rundach fazy play-off toczyła się do dwóch wygranych spotkań. Dziewiąty tytuł mistrza Polski zdobyła PGE Skra Bełchatów, wicemistrzem Polski została ZAKSA Kędzierzyn-Koźle, na trzecim miejscu zmagania zakończył natomiast Trefl Gdańsk. Drużyny, które zajęły 15. i 16. miejsce w fazie zasadniczej, tj. BBTS Bielsko-Biała i Dafi Społem Kielce, spadły do I ligi. W barażu o PlusLigę zmierzyły się 14. drużyna PlusLigi – Łuczniczka Bydgoszcz i zwycięzca I ligi – AZS Częstochowa. Rywalizację do trzech zwycięstw wygrał klub z Bydgoszczy. 15 grudnia 2017 roku w Tauron Arenie w Krakowie w dniu przerwy przed półfinałami Klubowych Mistrzostw Świata odbył się trzeci Mecz Gwiazd PlusLigi. Po raz drugi zmierzyły się ze sobą drużyny z południa i północy. W meczu zwyciężyła w trzech setach drużyna z południa.
2 października 2018 roku dotychczasowa nazwa spółki organizującej rozgrywki PlusLigi została zmieniona z Profesjonalna Liga Piłki Siatkowej SA na Polska Liga Siatkówki SA.
W sezonie 2018/2019 w PlusLidze wystartowało 14 drużyn. W rozgrywkach obowiązywał analogiczny system co w poprzednim sezonie z tą różnicą, że finały i mecze o 3. miejsce toczyły się do trzech zwycięstw. Po rocznej przerwie tytuł mistrza Polski zdobyła ZAKSA Kędzierzyn-Koźle. Wicemistrzem zostało Onico Warszawa – był to pierwszy medal w historii tego klubu w mistrzostwach Polski. Po raz siódmy brązowy medal wywalczył Jastrzębski Węgiel. Ze względu na niewypłacalność 13 grudnia 2018 roku prezes Stoczni Szczecin – Jakub Markiewicz – ogłosił, że klub zostaje wycofany z rozgrywek. Wszystkie dziewięć rozegranych przez ten klub spotkań zostało anulowanych, a władze ligi zdecydowały, że w związku z tym żaden zespół w sezonie 2018/2019 nie spadnie do I ligi.
W sezonie 2019/2020 postanowiono powrócić do fazy play-off z udziałem ośmiu najlepszych drużyn po fazie zasadniczej. 12 marca 2020 roku ze względu na szerzenie się zakażeń wirusem SARS-CoV-2 w Polsce Polska Liga Siatkówki SA wstrzymała do odwołania rozgrywki PlusLigi. 25 marca 2020 roku Zarząd PLS SA zdecydował o zakończeniu sezonu PlusLigi bez przyznania tytułu mistrza Polski. Zgodnie z tą decyzją klasyfikacja końcowa, na podstawie której wyłoniono drużyny uczestniczące w europejskich pucharach, ustalona została na podstawie tabeli fazy zasadniczej z dnia 12 marca 2020 roku. Ostatnia w tabeli rozgrywek drużyna PlusLigi – BKS Visła Bydgoszcz – spadła do Tauron 1. Ligi, a jej miejsce zajęła Stal Nysa, która po 15 latach wróciła na najwyższy szczebel rozgrywek. 
Latem 2020 roku z myślą o szybszym powrocie ligowej siatkówki po przedwczesnym przerwaniu rozgrywek PLS zorganizowała letnią ligę rozgrywaną w formule plażowej, z tym że każda z drużyn liczyła czterech zawodników. Zwycięzcą turnieju został Jastrzębski Węgiel, który w finale pokonał PGE Skrę Bełchatów. Brązowy medal zdobył GKS Katowice.
Na przebieg sezonu 2020/2021 znacząco wpłynęła pandemia COVID-19. Większość meczów odbywała się bez udziału publiczności, a część spotkań z powodu przypadków zakażeń w drużynach musiała zostać przesunięta na późniejsze terminy. Ze względu na problemy terminarzowe zmieniona została pierwotna formuła fazy play-off. Finały fazy play-off miały być rozgrywane do trzech wygranych, jednak skrócone zostały do rywalizacji do dwóch zwycięstw. W fazie zasadniczej pierwsze miejsce zajęła Grupa Azoty ZAKSA Kędzierzyn-Koźle. Mistrzostwo jednak zdobył Jastrzębski Węgiel, pokonując w finałach drużynę z Kędzierzyna-Koźla. Był to drugi tytuł mistrzowski w historii klubu. Na trzecim miejscu sezon zakończyła Verva Warszawa Orlen Paliwa. Z PlusLigi spadł MKS Będzin jako ostatni zespół fazy zasadniczej.

## Lista klubów
- AZS Częstochowa
  - Galaxia Jurajska AZS Bank Częstochowa (IX 2000 – IV 2001)
  - Galaxia Starter Bank Częstochowa AZS (X 2001 – IV 2002)
  - Galaxia Pamapol AZS Częstochowa (X 2002 – I 2003)
  - Galaxia Pamapol Kaffee AZS Częstochowa (I 2003 – V 2003)
  - Pamapol AZS Częstochowa (X 2003 – IV 2004)
  - Pamapol Domex AZS Częstochowa (X 2004 – IV 2005)
  - Wkręt-met Domex AZS Częstochowa (X 2005 – IV 2008)
  - Domex Tytan AZS Częstochowa (X 2008 – V 2010)
  - Tytan AZS Częstochowa (X 2010 – IV 2012)
  - Wkręt-met AZS Częstochowa (X 2012 – IV 2013)
  - AZS Częstochowa (X 2013 – IV 2017)
- AZS Olsztyn
  - Indykpol AZS Olsztyn (IX 2000 – IV 2001)
  - PZU AZS Olsztyn (X 2001 – V 2007)
  - Mlekpol AZS Olsztyn (IX 2007 – IV 2008)
  - AZS UWM Olsztyn (X 2008 – V 2010)
  - Indykpol AZS UWM Olsztyn (X 2010 – V 2011)
  - Indykpol AZS Olsztyn (X 2011 – )
- Barkom-Każany Lwów (IX 2022 – )
- BKS Visła Bydgoszcz
  - Delecta Bydgoszcz (XII 2006 – IV 2013)
  - Transfer Bydgoszcz (X 2013 – V 2015)
  - Łuczniczka Bydgoszcz (X 2015 – V 2018)
  - Chemik Bydgoszcz (X 2018 – V 2019)
  - BKS Visła Bydgoszcz (X 2019 – III 2020)
- BBTS Bielsko-Biała
  - BBTS Siatkarz Original Bielsko-Biała (X 2003 – IV 2004)
  - BBTS Bielsko-Biała (X 2013 – V 2018; IX 2022 – V 2023)
- Cuprum Lubin
  - Cuprum Lubin (X 2014 – V 2023)
  - KGHM Cuprum Lubin (X 2023 – IV 2024)
- Cuprum Stilon Gorzów (IX 2024 – )
- Czarni Radom
  - Warka Strong Czarni Radom (IX 2000 – IV 2001)
  - Nordea Czarni Radom (X 2001 – IV 2002)
  - Cerrad Czarni Radom (X 2013 – V 2019)
  - Cerrad Enea Czarni Radom (X 2019 – )
- Dafi Społem Kielce
  - Fart Kielce (X 2010 – IV 2012)
  - Effector Kielce (X 2012 – IV 2017)
  - Dafi Społem Kielce (IX 2017 – V 2018)
- GKS Katowice (IX 2016 – )
- Górnik Radlin (X 2004 – IV 2005)
- GTPS Gorzów Wielkopolski
  - Stilon Gorzów (IX 2000 – IV 2001)
  - GTPS Gorzów Wielkopolski (X 2001 – V 2003)
- Gwardia Wrocław
  - 1044 Gwardia Wrocław (X 2001 – IV 2004)
  - Gwardia Wrocław (X 2002 – III 2003)
  - Hefra Gwardia Wrocław (III 2003 – V 2003)
  - Gwardia Wrocław (X 2003 – IV 2004; X 2005 – XII 2006)
  - EnergiaPro Gwardia Wrocław (XII 2006 – V 2007)
- Jadar Radom
  - Jadar Sport Radom (XII 2006 – IV 2008)
  - Jadar Radom (X 2008 – V 2010)
- Jastrzębski Węgiel
  - Jastrzębie Borynia (IX 2000 – IV 2001)
  - Ivett Jastrzębie Borynia (X 2001 – IV 2004)
  - Jastrzębski Węgiel (X 2004 – II 2025)
  - JSW Jastrzębski Węgiel (II 2025 – )
- Joker Piła
  - VKS Joker Piła (X 2005 – IV 2006)
- LUK Lublin
  - LUK Lublin (X 2021 – V 2023)
  - Bogdanka LUK Lublin (X 2023 – )
- MKS Będzin
  - MKS Banimex Będzin (X 2014 – V 2015)
  - MKS Będzin (X 2015 – IV 2021)
  - Nowak-Mosty MKS Będzin (IX 2024 – V 2025)
- Morze Szczecin (IX 2000 – V 2003)
- Norwid Częstochowa
  - Exact Systems Hemarpol Częstochowa (X 2023 – )
- Płomień Sosnowiec
  - Kazimierz Płomień Sosnowiec (IX 2000 – IV 2001)
  - KP Polska Energia Sosnowiec (X 2002 – IV 2005)
  - PKE Polska Energia Sosnowiec (X 2005 – IV 2006)
  - Płomień Sosnowiec (IX 2007 – IV 2008)
- Projekt Warszawa
  - AZS Politechnika Warszawska (X 2003 – IV 2005)
  - Wózki BT AZS Politechnika Warszawska (X 2005 – IV 2006)
  - J.W. Construction AZS Politechnika Warszawska (XII 2006 – III 2008)
  - J.W. Construction OSRAM AZS Politechnika Warszawska (III 2008 – V 2009)
  - Neckermann AZS Politechnika Warszawska (X 2009 – V 2010)
  - AZS Politechnika Warszawska (X 2010 – IV 2016)
  - Onico AZS Politechnika Warszawska (IX 2016 – IV 2017)
  - Onico Warszawa (IX 2017 – V 2019)
  - Projekt Warszawa (X 2019 – XI 2019)
  - Verva Warszawa Orlen Paliwa (XI 2019 – IV 2021)
  - Projekt Warszawa (X 2021 – IV 2024)
  - PGE Projekt Warszawa (IX 2024 – )
- Resovia
  - AKS Resovia Rzeszów (X 2004 – IV 2005)
  - Resovia Rzeszów (X 2005 – II 2007)
  - Asseco Resovia Rzeszów (II 2007 – )
- Siatkarz Wieluń
  - Pamapol Siatkarz Wieluń (X 2009 – V 2010)
  - Pamapol Wielton Wieluń (X 2010 – V 2011)
- Skra Bełchatów
  - EKS Skra Bełchatów (X 2001 – IV 2004)
  - KPS Skra Bełchatów (X 2004 – IV 2005)
  - BOT Skra Bełchatów (X 2005 – V 2007)
  - PGE Skra Bełchatów (IX 2007 – V 2023)
  - PGE GiEK Skra Bełchatów (X 2023 – )
- Stal Nysa
  - KS Citroën Nysa (IX 2000 – IV 2001)
  - KS Nysa (X 2001 – IV 2002)
  - NKS Nysa (X 2002 – I 2003)
  - NKS NTO Nysa (I 2003 – V 2003)
  - NKS Nysa (X 2003 – IV 2004)
  - AZS Nysa (X 2004 – XII 2004)
  - AZS PWSZ Nysa (XII 2004 – IV 2005)
  - Stal Nysa (IX 2020 – I 2022)
  - PSG Stal Nysa (I 2022 – )
- Stocznia Szczecin
  - Espadon Szczecin (IX 2016 – IV 2018)
  - Stocznia Szczecin (IV 2018 – XII 2018)
- Stolarka Wołomin (IX 2000 – IV 2002)
- Ślepsk Suwałki
  - Ślepsk Malow Suwałki (X 2019 – )
- Trefl Gdańsk
  - Trefl Gdańsk (X 2008 – V 2009)
  - Lotos Trefl Gdańsk (IX 2011 – IV 2017)
  - Trefl Gdańsk (IX 2017 – )
- Warta Zawiercie
  - Aluron Virtu Warta Zawiercie (IX 2017 – V 2019)
  - Aluron Virtu CMC Zawiercie (X 2019 – III 2020)
  - Aluron CMC Warta Zawiercie (IX 2020 – )
- ZAKSA Kędzierzyn-Koźle
  - Mostostal-Azoty Kędzierzyn-Koźle (IX 2000 – V 2007)
  - ZAKSA Kędzierzyn-Koźle (IX 2007 – V 2019)
  - Grupa Azoty ZAKSA Kędzierzyn-Koźle (X 2019 – IV 2024)
  - ZAKSA Kędzierzyn-Koźle (IX 2024 – )

## Medaliści
| Edycja / Sezon | Edycja / Sezon | Mistrz                                                                  | Wicemistrz                                                              | 3. miejsce                                                              |
| -------------- | -------------- | ----------------------------------------------------------------------- | ----------------------------------------------------------------------- | ----------------------------------------------------------------------- |
| I              | 2000/2001      | Mostostal-Azoty Kędzierzyn-Koźle                                        | Galaxia Jurajska AZS Bank Częstochowa                                   | Jastrzębie Borynia                                                      |
| II             | 2001/2002      | Mostostal-Azoty Kędzierzyn-Koźle                                        | Galaxia Starter Bank Częstochowa AZS                                    | EKS Skra Bełchatów                                                      |
| III            | 2002/2003      | Mostostal-Azoty Kędzierzyn-Koźle                                        | Galaxia Pamapol Kaffee AZS Częstochowa                                  | Ivett Jastrzębie Borynia                                                |
| IV             | 2003/2004      | Ivett Jastrzębie Borynia                                                | PZU AZS Olsztyn                                                         | Pamapol AZS Częstochowa                                                 |
| V              | 2004/2005      | Skra Bełchatów                                                          | PZU AZS Olsztyn                                                         | Pamapol Domex AZS Częstochowa                                           |
| VI             | 2005/2006      | BOT Skra Bełchatów                                                      | Jastrzębski Węgiel                                                      | PZU AZS Olsztyn                                                         |
| VII            | 2006/2007      | BOT Skra Bełchatów                                                      | Jastrzębski Węgiel                                                      | PZU AZS Olsztyn                                                         |
| VIII           | 2007/2008      | PGE Skra Bełchatów                                                      | Wkręt-met Domex AZS Częstochowa                                         | Mlekpol AZS Olsztyn                                                     |
| IX             | 2008/2009      | PGE Skra Bełchatów                                                      | Asseco Resovia Rzeszów                                                  | Jastrzębski Węgiel                                                      |
| X              | 2009/2010      | PGE Skra Bełchatów                                                      | Jastrzębski Węgiel                                                      | Asseco Resovia Rzeszów                                                  |
| XI             | 2010/2011      | PGE Skra Bełchatów                                                      | ZAKSA Kędzierzyn-Koźle                                                  | Asseco Resovia Rzeszów                                                  |
| XII            | 2011/2012      | Asseco Resovia Rzeszów                                                  | PGE Skra Bełchatów                                                      | ZAKSA Kędzierzyn-Koźle                                                  |
| XIII           | 2012/2013      | Asseco Resovia Rzeszów                                                  | ZAKSA Kędzierzyn-Koźle                                                  | Jastrzębski Węgiel                                                      |
| XIV            | 2013/2014      | PGE Skra Bełchatów                                                      | Asseco Resovia Rzeszów                                                  | Jastrzębski Węgiel                                                      |
| XV             | 2014/2015      | Asseco Resovia Rzeszów                                                  | Lotos Trefl Gdańsk                                                      | PGE Skra Bełchatów                                                      |
| XVI            | 2015/2016      | ZAKSA Kędzierzyn-Koźle                                                  | Asseco Resovia Rzeszów                                                  | PGE Skra Bełchatów                                                      |
| XVII           | 2016/2017      | ZAKSA Kędzierzyn-Koźle                                                  | PGE Skra Bełchatów                                                      | Jastrzębski Węgiel                                                      |
| XVIII          | 2017/2018      | PGE Skra Bełchatów                                                      | ZAKSA Kędzierzyn-Koźle                                                  | Trefl Gdańsk                                                            |
| XIX            | 2018/2019      | ZAKSA Kędzierzyn-Koźle                                                  | Onico Warszawa                                                          | Jastrzębski Węgiel                                                      |
| XX             | 2019/2020      | Z powodu pandemii COVID-19 rozgrywki zostały przerwane i niedokończone. | Z powodu pandemii COVID-19 rozgrywki zostały przerwane i niedokończone. | Z powodu pandemii COVID-19 rozgrywki zostały przerwane i niedokończone. |
| XXI            | 2020/2021      | Jastrzębski Węgiel                                                      | Grupa Azoty ZAKSA Kędzierzyn-Koźle                                      | Verva Warszawa Orlen Paliwa                                             |
| XXII           | 2021/2022      | Grupa Azoty ZAKSA Kędzierzyn-Koźle                                      | Jastrzębski Węgiel                                                      | Aluron CMC Warta Zawiercie                                              |
| XXIII          | 2022/2023      | Jastrzębski Węgiel                                                      | Grupa Azoty ZAKSA Kędzierzyn-Koźle                                      | Asseco Resovia Rzeszów                                                  |
| XXIV           | 2023/2024      | Jastrzębski Węgiel                                                      | Aluron CMC Warta Zawiercie                                              | Projekt Warszawa                                                        |
| XXV            | 2024/2025      | Bogdanka LUK Lublin                                                     | Aluron CMC Warta Zawiercie                                              | PGE Projekt Warszawa                                                    |

## Klasyfikacja medalowa
| Msc | Klub                        | złoto | srebro | brąz | Razem |
| --- | --------------------------- | ----- | ------ | ---- | ----- |
| 1.  | Skra Bełchatów              | 9     | 2      | 3    | 14    |
| 2.  | ZAKSA Kędzierzyn-Koźle      | 7     | 5      | 1    | 13    |
| 3.  | Jastrzębski Węgiel          | 4     | 4      | 7    | 15    |
| 4.  | Asseco Resovia Rzeszów      | 3     | 3      | 3    | 9     |
| 5.  | Bogdanka LUK Lublin         | 1     | 0      | 0    | 1     |
| 6.  | AZS Częstochowa             | –     | 4      | 2    | 6     |
| 7.  | AZS Olsztyn                 | –     | 2      | 3    | 5     |
| 8.  | Verva Warszawa Orlen Paliwa | –     | 1      | 3    | 4     |
| 9.  | Trefl Gdańsk                | –     | 1      | 1    | 2     |
| 10. | Warta Zawiercie             | –     | 2      | 1    | 3     |

## Statystyki

### Liczba sezonów w PLS/PlusLidze
| Sezony | Klub                               | Okres(y) gry w PLS/PlusLidze                 |
| ------ | ---------------------------------- | -------------------------------------------- |
| 22     | Indykpol AZS Olsztyn               | 2000/2001 – 2022/2023                        |
| 22     | Grupa Azoty ZAKSA Kędzierzyn-Koźle | 2000/2001 – 2022/2023                        |
| 22     | Jastrzębski Węgiel                 | 2000/2001 – 2022/2023                        |
| 21     | PGE Skra Bełchatów                 | 2001/2002 – 2022/2023                        |
| 19     | Projekt Warszawa                   | 2003/2004 – 2022/2023                        |
| 18     | Asseco Resovia Rzeszów             | 2004/2005 – 2022/2023                        |
| 17     | AZS Częstochowa                    | 2000/2001 – 2016/2017                        |
| 14     | BKS Visła Bydgoszcz                | 2006/2007 – 2019/2020                        |
| 12     | Trefl Gdańsk                       | 2008/2009, 2011/2012 – 2022/2023             |
| 12     | Cerrad Enea Czarni Radom           | 2000/2001 – 2001/2002, 2013/2014 – 2022/2023 |
| 8      | Dafi Społem Kielce                 | 2010/2011 – 2017/2018                        |
| 8      | Cuprum Lubin                       | 2014/2015 – 2022/2023                        |
| 7      | MKS Będzin                         | 2014/2015 – 2020/2021                        |
| 6      | BBTS Bielsko-Biała                 | 2003/2004, 2013/2014 – 2017/2018, 2022/2023  |
| 6      | Płomień Sosnowiec                  | 2000/2001, 2002/2003 – 2005/2006, 2007/2008  |
| 7      | Stal Nysa                          | 2000/2001 – 2004/2005, 2020/2021 – 2022/2023 |
| 6      | GKS Katowice                       | 2016/2017 – 2022/2023                        |
| 5      | Aluron CMC Warta Zawiercie         | 2017/2018 – 2022/2023                        |
| 5      | Gwardia Wrocław                    | 2001/2002 – 2003/2004, 2005/2006 – 2006/2007 |
| 4      | Jadar Radom                        | 2006/2007 – 2009/2010                        |
| 3      | Ślepsk Malow Suwałki               | 2019/2020 – 2022/2023                        |
| 3      | Morze Szczecin                     | 2000/2001 – 2002/2003                        |
| 2      | GTPS Gorzów Wielkopolski           | 2000/2001, 2002/2003                         |
| 2      | Siatkarz Wieluń                    | 2009/2010 – 2010/2011                        |
| 2      | Stocznia Szczecin                  | 2016/2017 – 2017/2018                        |
| 2      | Stolarka Wołomin                   | 2000/2001 – 2001/2002                        |
| 1      | Górnik Radlin                      | 2004/2005                                    |
| 1      | Joker Piła                         | 2005/2006                                    |
| 1      | LUK Lublin                         | 2021/2022 – 2022/2023                        |

### Miejsca poszczególnych klubów sezon po sezonie
| Klub                     | 00/01           | 01/02 | 02/03 | 03/04 | 04/05 | 05/06 | 06/07 | 07/08 | 08/09 | 09/10 | 10/11 | 11/12 | 12/13 | 13/14 | 14/15 | 15/16 | 16/17 | 17/18 | 18/19 | 19/20 | 20/21 | 21/22 | 22/23 | 23/24 | 24/25 |     |
| ------------------------ | --------------- | ----- | ----- | ----- | ----- | ----- | ----- | ----- | ----- | ----- | ----- | ----- | ----- | ----- | ----- | ----- | ----- | ----- | ----- | ----- | ----- | ----- | ----- | ----- | ----- | --- |
| Klub                     | AZS Częstochowa | 2     | 2     | 2     | 3     | 3     | 4     | 4     | 2     | 5     | 5     | 4     | 6     | 9     | 11    | 14    | 11    | 16    | 999   | 999   | 999   | 999   | 999   | 999   | 999   | 999 |
| AZS Olsztyn              | 5               | 7     | 5     | 2     | 2     | 3     | 3     | 3     | 6     | 7     | 8     | 10    | 10    | 5     | 10    | 10    | 5     | 4     | 10    | 8     | 10    | 6     | 8     | 8     | 9     |     |
| BBTS Bielsko-Biała       | 999             | 999   | 999   | 9     | 999   | 999   | 999   | 999   | 999   | 999   | 999   | 999   | 999   | 12    | 13    | 12    | 14    | 15    | 999   | 999   | 999   | 999   | 999   | 999   | 999   |     |
| BKS Visła Bydgoszcz      | 999             | 999   | 999   | 999   | 999   | 999   | 9     | 10    | 7     | 6     | 6     | 5     | 4     | 9     | 5     | 9     | 15    | 14    | 12    | 14    | 999   | 999   | 999   | 999   | 999   |     |
| Cuprum Lubin             | 999             | 999   | 999   | 999   | 999   | 999   | 999   | 999   | 999   | 999   | 999   | 999   | 999   | 999   | 7     | 5     | 6     | 7     | 11    | 12    | 11    | 10    | 14    | 14    | 999   |     |
| Czarni Radom             | 4               | 10    | 999   | 999   | 999   | 999   | 999   | 999   | 999   | 999   | 999   | 999   | 999   | 7     | 9     | 6     | 7     | 10    | 5     | 7     | 12    | 13    | 15    | 16    | 999   |     |
| Dafi Społem Kielce       | 999             | 999   | 999   | 999   | 999   | 999   | 999   | 999   | 999   | 999   | 9     | 7     | 7     | 8     | 12    | 13    | 13    | 16    | 999   | 999   | 999   | 999   | 999   | 999   | 999   |     |
| GKS Katowice             | 999             | 999   | 999   | 999   | 999   | 999   | 999   | 999   | 999   | 999   | 999   | 999   | 999   | 999   | 999   | 999   | 10    | 11    | 8     | 6     | 9     | 8     | 11    | 13    | 15    |     |
| Górnik Radlin            | 999             | 999   | 999   | 999   | 10    | 999   | 999   | 999   | 999   | 999   | 999   | 999   | 999   | 999   | 999   | 999   | 999   | 999   | 999   | 999   | 999   | 999   | 999   | 999   | 999   |     |
| GTPS Gorzów Wielkopolski | 9               | 999   | 10    | 999   | 999   | 999   | 999   | 999   | 999   | 999   | 999   | 999   | 999   | 999   | 999   | 999   | 999   | 999   | 999   | 999   | 999   | 999   | 999   | 999   | 999   |     |
| Gwardia Wrocław          | 999             | 5     | 7     | 10    | 999   | 6     | 10    | 999   | 999   | 999   | 999   | 999   | 999   | 999   | 999   | 999   | 999   | 999   | 999   | 999   | 999   | 999   | 999   | 999   | 999   |     |
| Jadar Radom              | 999             | 999   | 999   | 999   | 999   | 999   | 7     | 8     | 9     | 9     | 999   | 999   | 999   | 999   | 999   | 999   | 999   | 999   | 999   | 999   | 999   | 999   | 999   | 999   | 999   |     |
| Jastrzębski Węgiel       | 3               | 4     | 3     | 1     | 4     | 2     | 2     | 4     | 3     | 2     | 7     | 4     | 3     | 3     | 4     | 7     | 3     | 5     | 3     | 4     | 1     | 2     | 1     | 1     | 4     |     |
| Joker Piła               | 999             | 999   | 999   | 999   | 999   | 9     | 999   | 999   | 999   | 999   | 999   | 999   | 999   | 999   | 999   | 999   | 999   | 999   | 999   | 999   | 999   | 999   | 999   | 999   | 999   |     |
| LUK Lublin               | 999             | 999   | 999   | 999   | 999   | 999   | 999   | 999   | 999   | 999   | 999   | 999   | 999   | 999   | 999   | 999   | 999   | 999   | 999   | 999   | 999   | 11    | 10    | 5     | 1     |     |
| MKS Będzin               | 999             | 999   | 999   | 999   | 999   | 999   | 999   | 999   | 999   | 999   | 999   | 999   | 999   | 999   | 11    | 14    | 11    | 13    | 13    | 11    | 14    | 999   | 999   | 999   | 16    |     |
| Morze Szczecin           | 8               | 9     | 8     | 999   | 999   | 999   | 999   | 999   | 999   | 999   | 999   | 999   | 999   | 999   | 999   | 999   | 999   | 999   | 999   | 999   | 999   | 999   | 999   | 999   | 999   |     |
| Płomień Sosnowiec        | 10              | 999   | 4     | 5     | 8     | 10    | 999   | 7     | 999   | 999   | 999   | 999   | 999   | 999   | 999   | 999   | 999   | 999   | 999   | 999   | 999   | 999   | 999   | 999   | 999   |     |
| Projekt Warszawa         | 999             | 999   | 999   | 8     | 6     | 5     | 8     | 9     | 8     | 10    | 5     | 8     | 6     | 6     | 8     | 8     | 9     | 8     | 2     | 2     | 3     | 9     | 5     | 3     | 3     |     |
| Resovia                  | 999             | 999   | 999   | 999   | 7     | 7     | 5     | 5     | 2     | 3     | 3     | 1     | 1     | 2     | 1     | 2     | 4     | 6     | 7     | 13    | 5     | 5     | 3     | 4     | 6     |     |
| Siatkarz Wieluń          | 999             | 999   | 999   | 999   | 999   | 999   | 999   | 999   | 999   | 8     | 10    | 999   | 999   | 999   | 999   | 999   | 999   | 999   | 999   | 999   | 999   | 999   | 999   | 999   | 999   |     |
| Skra Bełchatów           | 999             | 3     | 6     | 4     | 1     | 1     | 1     | 1     | 1     | 1     | 1     | 2     | 5     | 1     | 3     | 3     | 2     | 1     | 6     | 3     | 4     | 4     | 12    | 9     | 7     |     |
| Stal Nysa                | 7               | 8     | 9     | 7     | 9     | 999   | 999   | 999   | 999   | 999   | 999   | 999   | 999   | 999   | 999   | 999   | 999   | 999   | 999   | 999   | 13    | 14    | 7     | 7     | 14    |     |
| Stocznia Szczecin        | 999             | 999   | 999   | 999   | 999   | 999   | 999   | 999   | 999   | 999   | 999   | 999   | 999   | 999   | 999   | 999   | 12    | 12    | w     | 999   | 999   | 999   | 999   | 999   | 999   |     |
| Stolarka Wołomin         | 6               | 6     | 999   | 999   | 999   | 999   | 999   | 999   | 999   | 999   | 999   | 999   | 999   | 999   | 999   | 999   | 999   | 999   | 999   | 999   | 999   | 999   | 999   | 999   | 999   |     |
| Ślepsk Suwałki           | 999             | 999   | 999   | 999   | 999   | 999   | 999   | 999   | 999   | 999   | 999   | 999   | 999   | 999   | 999   | 999   | 999   | 999   | 999   | 9     | 7     | 12    | 9     | 11    | 10    |     |
| Trefl Gdańsk             | 999             | 999   | 999   | 999   | 999   | 999   | 999   | 999   | 10    | 999   | 999   | 9     | 8     | 10    | 2     | 4     | 8     | 3     | 9     | 5     | 6     | 7     | 6     | 6     | 11    |     |
| Warta Zawiercie          | 999             | 999   | 999   | 999   | 999   | 999   | 999   | 999   | 999   | 999   | 999   | 999   | 999   | 999   | 999   | 999   | 999   | 9     | 4     | 10    | 8     | 3     | 4     | 2     | 2     |     |
| ZAKSA Kędzierzyn-Koźle   | 1               | 1     | 1     | 6     | 5     | 8     | 6     | 6     | 4     | 4     | 2     | 3     | 2     | 4     | 6     | 1     | 1     | 2     | 1     | 1     | 2     | 1     | 2     | 10    | 5     |     |
| Razem                    | 10              | 10    | 10    | 10    | 10    | 10    | 10    | 10    | 10    | 10    | 10    | 10    | 10    | 12    | 14    | 14    | 16    | 16    | 14    | 14    | 14    | 14    | 16    | 16    | 16    |     |

### Bilans klubów
Bilans klubów obejmuje sezony 2000/2001–2023/2024.
| Klub                     | Sezo- ny | Pkt  | Mecze           | Mecze | Mecze | Mecze | Rodzaj wyniku | Rodzaj wyniku | Rodzaj wyniku | Rodzaj wyniku | Rodzaj wyniku | Rodzaj wyniku | Rodzaj wyniku | Rodzaj wyniku | Sety | Sety | Sety | Sety  | Sety | Małe punkty | Małe punkty | Małe punkty | Małe punkty |       |       |      |
| Klub                     | Sezo- ny | Pkt  | M               | W     | P     | %W    | 3:0           | 3:1           | 3:2           | 2:3           | 1:3           | 0:3           | 1:0           | 0:1           | S    | SW   | SP   | %SW   | +/-  | MPZ         | MPS         | %MPZ        | +/-         |       |       |      |
| ------------------------ | -------- | ---- | --------------- | ----- | ----- | ----- | ------------- | ------------- | ------------- | ------------- | ------------- | ------------- | ------------- | ------------- | ---- | ---- | ---- | ----- | ---- | ----------- | ----------- | ----------- | ----------- | ----- | ----- | ---- |
| Klub                     | Sezo- ny | Pkt  | AZS Częstochowa | 17    | 492   | 480   | 235           | 245           | 48.96         | 92            | 74            | 69            | 59            | 91            | 95   | 0    | 1    | 1862  | 914  | 948         | 49.09       | −34         | 41307       | 41568 | 49.84 | −261 |
| AZS Olsztyn              | 24       | 798  | 695             | 341   | 354   | 49.06 | 145           | 113           | 83            | 88            | 129           | 137           | 0             | 2             | 2671 | 1328 | 1343 | 49.72 | −15  | 59652       | 59748       | 49.96       | −96         |       |       |      |
| Barkom-Każany Lwów       | 2        | 68   | 64              | 23    | 41    | 35.94 | 10            | 7             | 6             | 10            | 11            | 20            | 0             | 0             | 242  | 100  | 142  | 41.32 | −42  | 5226        | 5636        | 48.11       | −410        |       |       |      |
| BBTS Bielsko-Biała       | 7        | 123  | 197             | 45    | 152   | 22.84 | 12            | 13            | 20            | 23            | 49            | 80            | 1             | 0             | 740  | 231  | 509  | 31.22 | −278 | 15375       | 17269       | 47.10       | −1894       |       |       |      |
| BKS Visła Bydgoszcz      | 14       | 354  | 389             | 148   | 241   | 38.05 | 55            | 58            | 35            | 53            | 83            | 105           | 1             | 0             | 1485 | 634  | 851  | 42.69 | −217 | 32545       | 33834       | 49.03       | −1289       |       |       |      |
| Cuprum Lubin             | 10       | 352  | 297             | 129   | 168   | 43.43 | 49            | 41            | 39            | 39            | 60            | 69            | 2             | 1             | 1151 | 527  | 624  | 45.79 | −97  | 25302       | 25838       | 49.48       | −536        |       |       |      |
| Czarni Radom             | 13       | 398  | 375             | 148   | 227   | 39.47 | 55            | 61            | 32            | 48            | 71            | 108           | 0             | 3             | 1420 | 611  | 809  | 43.03 | −198 | 31166       | 32428       | 49.01       | −1262       |       |       |      |
| Dafi Społem Kielce       | 8        | 177  | 235             | 71    | 164   | 30.21 | 20            | 27            | 24            | 31            | 52            | 81            | 0             | 0             | 894  | 327  | 567  | 36.58 | −240 | 19161       | 20687       | 48.09       | −1526       |       |       |      |
| GKS Katowice             | 8        | 270  | 236             | 98    | 138   | 41.53 | 31            | 32            | 35            | 31            | 44            | 63            | 2             | 1             | 919  | 402  | 517  | 43.74 | −115 | 20147       | 20847       | 49.15       | −700        |       |       |      |
| Górnik Radlin            | 1        | 13   | 23              | 5     | 18    | 21.74 | 0             | 4             | 1             | 2             | 3             | 13            | 0             | 0             | 82   | 22   | 60   | 26.83 | −38  | 1711        | 1925        | 47.06       | −214        |       |       |      |
| GTPS Gorzów Wielkopolski | 2        | 31   | 49              | 14    | 35    | 28.57 | 3             | 8             | 3             | 5             | 14            | 16            | 0             | 0             | 185  | 66   | 119  | 35.68 | −53  | 3986        | 4257        | 48.36       | −271        |       |       |      |
| Gwardia Wrocław          | 5        | 94   | 127             | 42    | 85    | 33.07 | 12            | 15            | 15            | 23            | 22            | 40            | 0             | 0             | 494  | 194  | 300  | 39.27 | −106 | 10633       | 11326       | 48.42       | −693        |       |       |      |
| Jadar Radom              | 4        | 66   | 97              | 31    | 66    | 31.96 | 7             | 18            | 6             | 13            | 16            | 37            | 0             | 0             | 363  | 135  | 228  | 37.19 | −93  | 7903        | 8419        | 48.42       | −516        |       |       |      |
| Jastrzębski Węgiel       | 24       | 1075 | 750             | 493   | 257   | 65.73 | 233           | 155           | 105           | 75            | 94            | 88            | 0             | 0             | 2859 | 1723 | 1136 | 60.27 | +587 | 66043       | 61874       | 51.63       | +4169       |       |       |      |
| Joker Piła               | 1        | 13   | 22              | 8     | 14    | 36.36 | 2             | 4             | 2             | 1             | 5             | 8             | 0             | 0             | 81   | 31   | 50   | 38.27 | −19  | 1756        | 1861        | 48.55       | −105        |       |       |      |
| LUK Lublin               | 3        | 119  | 94              | 46    | 48    | 48.94 | 14            | 17            | 15            | 9             | 19            | 20            | 0             | 1             | 367  | 175  | 192  | 47.68 | −17  | 8113        | 8205        | 49.72       | −92         |       |       |      |
| MKS Będzin               | 7        | 141  | 200             | 52    | 148   | 26.00 | 15            | 20            | 17            | 27            | 53            | 68            | 0             | 0             | 761  | 263  | 498  | 34.56 | −235 | 16159       | 17715       | 47.70       | −1556       |       |       |      |
| Morze Szczecin           | 3        | 58   | 76              | 22    | 54    | 28.95 | 6             | 11            | 5             | 13            | 23            | 18            | 0             | 0             | 298  | 115  | 183  | 38.59 | −68  | 6455        | 6873        | 48.43       | −418        |       |       |      |
| Norwid Częstochowa       | 1        | 24   | 30              | 7     | 23    | 23.33 | 0             | 6             | 1             | 4             | 5             | 14            | 0             | 0             | 111  | 34   | 77   | 30.63 | −43  | 2395        | 2628        | 47.68       | −233        |       |       |      |
| Płomień Sosnowiec        | 6        | 122  | 156             | 51    | 105   | 32.69 | 23            | 17            | 11            | 27            | 38            | 40            | 0             | 0             | 599  | 245  | 354  | 40.90 | −109 | 12906       | 13579       | 48.73       | −673        |       |       |      |
| Projekt Warszawa         | 21       | 729  | 603             | 287   | 316   | 47.60 | 106           | 101           | 80            | 77            | 116           | 123           | 4             | 1             | 2345 | 1135 | 1210 | 48.40 | −75  | 51921       | 52464       | 49.74       | −543        |       |       |      |
| Resovia                  | 20       | 895  | 617             | 381   | 236   | 61.75 | 174           | 133           | 74            | 68            | 82            | 86            | 1             | 0             | 2351 | 1362 | 989  | 57.93 | +373 | 53639       | 51284       | 51.12       | +2355       |       |       |      |
| Siatkarz Wieluń          | 2        | 38   | 56              | 14    | 42    | 25.00 | 6             | 3             | 5             | 8             | 13            | 21            | 0             | 0             | 210  | 71   | 139  | 33.81 | −68  | 4404        | 4816        | 47.77       | −412        |       |       |      |
| Skra Bełchatów           | 23       | 1123 | 699             | 507   | 192   | 72.53 | 251           | 159           | 97            | 70            | 63            | 59            | 0             | 1             | 2654 | 1724 | 930  | 64.96 | +794 | 61633       | 56981       | 51.96       | +4652       |       |       |      |
| Stal Nysa                | 9        | 223  | 253             | 91    | 162   | 35.97 | 38            | 34            | 19            | 35            | 55            | 72            | 1             | 0             | 957  | 399  | 558  | 41.69 | −159 | 20620       | 21721       | 48.70       | −1101       |       |       |      |
| Stocznia Szczecin        | 2        | 61   | 64              | 19    | 45    | 29.69 | 5             | 6             | 8             | 13            | 13            | 19            | 0             | 0             | 253  | 96   | 157  | 37.94 | −61  | 5416        | 5786        | 48.35       | −370        |       |       |      |
| Stolarka Wołomin         | 2        | 46   | 60              | 24    | 36    | 40.00 | 10            | 6             | 8             | 6             | 11            | 19            | 0             | 0             | 225  | 95   | 130  | 42.22 | −35  | 4871        | 5106        | 48.82       | −235        |       |       |      |
| Ślepsk Suwałki           | 5        | 161  | 146             | 58    | 88    | 39.73 | 20            | 28            | 10            | 14            | 36            | 38            | 1             | 0             | 551  | 239  | 312  | 43.38 | −73  | 12298       | 12668       | 49.26       | −370        |       |       |      |
| Trefl Gdańsk             | 14       | 539  | 406             | 206   | 200   | 50.74 | 87            | 67            | 52            | 37            | 76            | 87            | 0             | 1             | 1540 | 768  | 772  | 49.87 | −4   | 34475       | 34523       | 49.97       | −48         |       |       |      |
| Warta Zawiercie          | 7        | 337  | 234             | 137   | 97    | 58.55 | 51            | 52            | 34            | 23            | 34            | 40            | 1             | 1             | 904  | 492  | 412  | 54.42 | +80  | 20533       | 20090       | 50.55       | +443        |       |       |      |
| ZAKSA Kędzierzyn-Koźle   | 24       | 1128 | 734             | 499   | 235   | 67.98 | 237           | 172           | 90            | 69            | 81            | 85            | 0             | 1             | 2774 | 1716 | 1058 | 61.86 | +658 | 63993       | 59788       | 51.70       | +4205       |       |       |      |

### Najlepsi punktujący w poszczególnych sezonach
| Sezon     | Liczba drużyn | Atak+Zagrywka+Blok                                | Pkt    | Atak                                              | Pkt | Zagrywka                                         | Pkt | Blok                                           | Pkt    |
| --------- | ------------- | ------------------------------------------------- | ------ | ------------------------------------------------- | --- | ------------------------------------------------ | --- | ---------------------------------------------- | ------ |
| 2000/2001 | 10            | Mariusz Sordyl (Stolarka Wołomin)                 | 586    | Mariusz Sordyl (Stolarka Wołomin)                 | 512 | Robert Prygiel (Warka Strong Czarni Radom)       | 44  | Andriej Tołoczko (Jastrzębie Borynia)          | 103,33 |
| 2001/2002 | 10            | Krzysztof Janczak (1044 Gwardia Wrocław)          | 567,17 | Krzysztof Janczak (1044 Gwardia Wrocław)          | 461 | Radosław Rybak (Morze Szczecin)                  | 52  | Jakub Markiewicz (1044 Gwardia Wrocław)        | 94,67  |
| 2002/2003 | 10            | Robert Prygiel (EKS Skra Bełchatów)               | 484,33 | Robert Prygiel (EKS Skra Bełchatów)               | 387 | Przemysław Michalczyk (Ivett Jastrzębie Borynia) | 57  | Marcin Nowak (KP Polska Energia Sosnowiec)     | 87,33  |
| 2003/2004 | 10            | Piotr Gabrych (Ivett Jastrzębie Borynia)          | 484,17 | Piotr Gabrych (Ivett Jastrzębie Borynia)          | 405 | Arkadiusz Gołaś (Pamapol AZS Częstochowa)        | 46  | Łukasz Kadziewicz (PZU AZS Olsztyn)            | 77,83  |
| 2004/2005 | 10            | Mariusz Wlazły (KPS Skra Bełchatów)               | 407,50 | Piotr Gruszka (KPS Skra Bełchatów)                | 350 | Mariusz Wlazły (KPS Skra Bełchatów)              | 50  | Daniel Pliński (Jastrzębski Węgiel)            | 78,67  |
| 2005/2006 | 10            | Mariusz Wlazły (BOT Skra Bełchatów)               | 506,33 | Mariusz Wlazły (BOT Skra Bełchatów)               | 418 | Mariusz Wlazły (BOT Skra Bełchatów)              | 58  | Jakub Markiewicz (Gwardia Wrocław)             | 82,33  |
| 2006/2007 | 10            | Grzegorz Szymański (Jastrzębski Węgiel)           | 584,34 | Grzegorz Szymański (Jastrzębski Węgiel)           | 513 | Mariusz Wlazły (BOT Skra Bełchatów)              | 51  | Daniel Pliński (Jastrzębski Węgiel)            | 79     |
| 2007/2008 | 10            | Robert Prygiel (Jastrzębski Węgiel)               | 523    | Robert Prygiel (Jastrzębski Węgiel)               | 452 | Mariusz Wlazły (PGE Skra Bełchatów)              | 45  | Marcin Nowak (Wkręt-met Domex AZS Częstochowa) | 78,83  |
| 2008/2009 | 10            | Zbigniew Bartman (Domex Tytan AZS Częstochowa)    | 483    | Zbigniew Bartman (Domex Tytan AZS Częstochowa)    | 411 | Martin Sopko (Delecta Bydgoszcz)                 | 46  | Piotr Nowakowski (Domex Tytan AZS Częstochowa) | 83     |
| 2009/2010 | 10            | Jakub Jarosz (PGE Skra Bełchatów)                 | 605    | Jakub Jarosz (PGE Skra Bełchatów)                 | 514 | Jakub Jarosz (PGE Skra Bełchatów)                | 54  | Patryk Czarnowski (Jastrzębski Węgiel)         | 88     |
| 2010/2011 | 10            | Bartosz Janeczek (Tytan AZS Częstochowa)          | 567    | Bartosz Janeczek (Tytan AZS Częstochowa)          | 501 | Michał Kubiak (AZS Politechnika Warszawska)      | 49  | Piotr Nowakowski (Tytan AZS Częstochowa)       | 96     |
| 2011/2012 | 10            | Georg Grozer (Asseco Resovia Rzeszów)             | 553    | Michał Łasko (Jastrzębski Węgiel)                 | 463 | Georg Grozer (Asseco Resovia Rzeszów)            | 69  | Andrzej Wrona (Delecta Bydgoszcz)              | 78     |
| 2012/2013 | 10            | Dawid Konarski (Delecta Bydgoszcz)                | 506    | Dawid Konarski (Delecta Bydgoszcz)                | 423 | Luiz Felipe Fonteles (ZAKSA Kędzierzyn-Koźle)    | 50  | Andrzej Wrona (Delecta Bydgoszcz)              | 75     |
| 2013/2014 | 12            | Mariusz Wlazły (PGE Skra Bełchatów)               | 520    | Dick Kooy (ZAKSA Kędzierzyn-Koźle)                | 402 | Mariusz Wlazły (PGE Skra Bełchatów)              | 66  | Piotr Hain (Indykpol AZS Olsztyn)              | 91     |
| 2014/2015 | 14            | Murphy Troy (Lotos Trefl Gdańsk)                  | 586    | Murphy Troy (Lotos Trefl Gdańsk)                  | 495 | Nicolas Maréchal (PGE Skra Bełchatów)            | 58  | Dmytro Paszycki (Cuprum Lubin)                 | 116    |
| 2015/2016 | 14            | Bartosz Kurek (Asseco Resovia Rzeszów)            | 510    | Bartosz Kurek (Asseco Resovia Rzeszów)            | 430 | Facundo Conte (PGE Skra Bełchatów)               | 44  | Mateusz Sacharewicz (BBTS Bielsko-Biała)       | 88     |
| 2016/2017 | 16            | Salvador Hidalgo Oliva (Jastrzębski Węgiel)       | 664    | Salvador Hidalgo Oliva (Jastrzębski Węgiel)       | 558 | Salvador Hidalgo Oliva (Jastrzębski Węgiel)      | 75  | Mateusz Sacharewicz (Łuczniczka Bydgoszcz)     | 81     |
| 2017/2018 | 16            | Jan Hadrava (Indykpol AZS Olsztyn)                | 737    | Jan Hadrava (Indykpol AZS Olsztyn)                | 624 | Mariusz Wlazły (PGE Skra Bełchatów)              | 61  | Jakub Kochanowski (Indykpol AZS Olsztyn)       | 100    |
| 2018/2019 | 14            | Maciej Muzaj (Trefl Gdańsk/Onico Warszawa)        | 611    | Maciej Muzaj (Trefl Gdańsk/Onico Warszawa)        | 532 | Wojciech Żaliński (Cerrad Czarni Radom)          | 56  | Andrzej Wrona (Onico Warszawa)                 | 81     |
| 2019/2020 | 14            | Bartosz Filipiak (Trefl Gdańsk)                   | 460    | Bartosz Filipiak (Trefl Gdańsk)                   | 382 | Nicolas Szerszeń (Ślepsk Malow Suwałki)          | 49  | Mohammad Musawi (Indykpol AZS Olsztyn)         | 78     |
| 2020/2021 | 14            | Karol Butryn (Asseco Resovia Rzeszów)             | 552    | Karol Butryn (Asseco Resovia Rzeszów)             | 470 | Jurij Hładyr (Jastrzębski Węgiel)                | 59  | Piotr Nowakowski (Verva Warszawa Orlen Paliwa) | 98     |
| 2021/2022 | 14            | Torey Defalco (Indykpol AZS Olsztyn)              | 536    | Uroš Kovačević (Aluron CMC Warta Zawiercie)       | 468 | Mateusz Bieniek (PGE Skra Bełchatów)             | 72  | Karol Kłos (PGE Skra Bełchatów)                | 97     |
| 2022/2023 | 16            | Uroš Kovačević (Aluron CMC Warta Zawiercie)       | 637    | Uroš Kovačević (Aluron CMC Warta Zawiercie)       | 557 | Stephen Boyer (Jastrzębski Węgiel)               | 77  | Jakub Kochanowski (Asseco Resovia Rzeszów)     | 94     |
| 2023/2024 | 16            | Alan Souza (Indykpol AZS Olsztyn)                 | 623    | Alan Souza (Indykpol AZS Olsztyn)                 | 523 | Karol Butryn (Aluron CMC Warta Zawiercie)        | 80  | Norbert Huber (Jastrzębski Węgiel)             | 149    |
| 2024/2025 | 16            | Patrik Indra (Exact Systems Hemarpol Częstochowa) | 662    | Patrik Indra (Exact Systems Hemarpol Częstochowa) | 569 | Wilfredo León (Bogdanka LUK Lublin)              | 86  | Norbert Huber (JSW Jastrzębski Węgiel)         | 100    |

Uwaga: W sezonach 2000/2001–2007/2008 zawodnik otrzymywał: za udział w pojedynczym bloku – 1 pkt, za udział w podwójnym bloku – 0,5 pkt, natomiast za udział w potrójnym bloku – 0,33 pkt.

### Frekwencja
| Sezon     | Liczba meczów | Liczba widzów | Średnia widzów |
| --------- | ------------- | ------------- | -------------- |
| 2000/2001 | 140           | 153 960       | 1100           |
| 2001/2002 | 140           | 154 410       | 1103           |
| 2002/2003 | 135           | 161 150       | 1194           |
| 2003/2004 | 138           | 191 361       | 1387           |
| 2004/2005 | 129           | 187 405       | 1453           |
| 2005/2006 | 132           | 210 250       | 1593           |
| 2006/2007 | 135           | 253 450       | 1877           |
| 2007/2008 | 138           | 247 550       | 1794           |
| 2008/2009 | 130           | 273 470       | 2104           |
| 2009/2010 | 135           | 274 795       | 2036           |
| 2010/2011 | 162           | 350 150       | 2161           |
| 2011/2012 | 132           | 346 361       | 2624           |
| 2012/2013 | 133           | 379 635       | 2854           |
| 2013/2014 | 174           | 403 089       | 2317           |
| 2014/2015 | 238           | 553 667       | 2326           |
| 2015/2016 | 200           | 443 466       | 2217           |
| 2016/2017 | 260           | 533 255       | 2051           |
| 2017/2018 | 265           | 509 495       | 1923           |
| 2018/2019 | 182           | 383 601       | 2108           |
| 2019/2020 | 168           | 319 475       | 1902           |
| 2020/2021 | 30            | 18 626        | 621            |

## Zagraniczni zawodnicy
W polskiej profesjonalnej siatkarskiej lidze jak dotychczas (koniec sezonu 2021/2022) wystąpiło 409 obcokrajowców reprezentujących 45 państw z 6 kontynentów.

## Liga w telewizji
Zawodowa liga siatkarzy obecna jest na antenie telewizyjnej od pierwszego meczu. TVP Regionalna (z logiem TVP3) przeprowadziła transmisję z inauguracyjnego spotkania premierowej edycji, w którym Stolarka Wołomin uległa Mostostalowi Azoty Kędzierzyn-Koźle 0:3. Przez pierwsze dwa sezony PLS prawa do pokazywania rozgrywek posiadała Telewizja Polska (TVP). Od września 2000 roku do lutego 2002 roku mecze prezentowane były na antenie TVP Regionalna, zaś od marca do maja 2002 roku w TVP3. W sezonie 2000/2001, oprócz transmisji i retransmisji wybranych meczów ligowych, w TVP Regionalna nadawany był - przygotowywany w OTV Katowice i prowadzony przez Janusza Uznańskiego - Magazyn Siatkarski „Punkt, set, mecz”, podsumowujący wydarzenia danej serii gier.
Przed sezonem 2002/2003 nastąpiła zmiana nadawcy - prawa do pokazywania PLS nabyła Telewizja Polsat. Początkowo transmitowała ona mecze w ogólnodostępnej TV4 – w której posiadała 90% udziałów - oraz Polsacie Sport. Powtórki spotkań prezentowane były w Polsacie i Polsacie 2. W 2003 roku na antenie Polsatu Sport po raz pierwszy wyemitowano magazyn o tematyce siatkarskiej „Punkt, set, mecz”. Od października 2005, z chwilą uruchomienia nowego kanału sportowego - Polsatu Sport Extra, PLS zagościła i na jego antenie. Od września 2012 spotkania Plusligi przestały być transmitowane w TV4, a w zamian przeszły na antenę Polsatu Sport News, który był dostępny bezpłatnie w ramach drugiego multipleksu naziemnej telewizji cyfrowej (DVB-T).
Umowa była kilkukrotnie przedłużana. Po raz pierwszy w 2004 roku. Wówczas podpisano umowę do końca sezonu 2006/2007. Kolejne umowy podpisywane były w: 2006 roku (do końca sezonu 2009/2010), 2010 roku (do końca sezonu 2014/2015), 2014 roku (do końca sezonu 2019/2020) oraz 2021 roku (do końca sezonu 2027/2028).